# 15145 Ritageorge
15145 Ritageorge eller 2000 EF117 är en asteroid i huvudbältet som upptäcktes den 10 mars 2000 av LINEAR i Socorro County, New Mexico. Den är uppkallad efter Rita M. George.
Asteroiden har en diameter på ungefär 3 kilometer.